# Scaphochlamys
Die Pflanzengattung Scaphochlamys gehört zur Familie der Ingwergewächse (Zingiberaceae). Die etwa 31 Arten sind in Südostasien verbreitet. Über eine Nutzung ist nichts bekannt.

## Beschreibung

### Erscheinungsbild, Wurzeln und Blätter
Scaphochlamys-Arten wachsen als relativ niedrige, ausdauernde krautige Pflanzen. Sie gedeihen terrestrisch und bilden an der Erdoberfläche oder im Boden meist horizontale, manchmal schräg aufsteigende oder aufrechte Rhizome, die immer dünn und verholzt sind. Es gibt je nach Art zwei Typen von Wurzelsystemen. Ein Teil der Arten bildet dichte Matten feiner Wurzeln. Arten, deren Rhizome mehr an der Oberfläche kriechen bilden lange, sehnenartige Stützwurzeln, die der Verankerung dienen und die Sprosse aufrecht halten. Am Rhizom aufeinanderfolgende oberirdische Sprosse stehen je nach Art dicht zusammen oder weit auseinander. Die Sprossbasis ist umhüllt von kahlen bis dicht behaarten Blattscheiden, die keinen Blattstiel sowie -spreite besitzen, oft trockenhäutig sind und im Laufe der Zeit vermodern.
Jeder Spross besitzt ein oder viele Laubblätter, die sich direkt am Rhizom entwickeln. Die wechselständig angeordneten Laubblätter besitzen eine Blattscheide, einen Blattstiel und eine Blattspreite. Die Blattscheiden der Laubblätter besitzen einen breiten häutigen Rand und sind kahl oder behaart. Die in Borneo beheimateten Arten besitzen ein Polster an der Laubblattbasis. Die dreieckigen, zweilappigen, häutigen und zarten Blatthäutchen (Ligulae) sind je nach Art an Basis der Blattseite bis an der Basis der Blattspreite angeordnet und können einige Zentimeter lang sein; bei einigen Arten können sie schnell vergänglich sein. Die relativ dünnen, meist rinnenförmigen, manchmal stielrunden Blattstiele sind behaart oder kahl. Die einfachen, krautigen Blattspreiten sind meist elliptisch, manchmal oval, eiförmig, lineal oder lanzettlich; sie können symmetrisch sein, aber meist sind sie leicht asymmetrisch. Die fast immer am Blattstiel herablaufende Spreitenbasis ist meist verschmälert, manchmal gerundet oder herzförmig. Das obere Ende der Blattspreite ist meist spitz bis zugespitzt, manchmal stachelspitzig oder besitzt eine breite Spitze. Die Blattoberseite ist dunkelgrün, manchmal mit einer weißen Zeichnung. Die Blattunterseite ist hellgrün, manchmal purpurfarben getönt; entlang der Mittelrippe ist sie behaart. Der Blattrand ist glatt. Es liegt Paralleladerung vor, dabei entspringen alle Blattadern der Mittelrippe und laufen Richtung Blattrand; eine Ausnahme ist Scaphochlamys reticosa mit Netzaderung.

### Blütenstände und Blüten
Direkt am Rhizom stehen die unbeblätterten Blütenstandsschäfte. An der Blütenstandsachse, die sich im Laufe der Zeit verlängern kann, stehen meist spiralig, manchmal zweizeilig und wechselständig angeordnet viele Tragblätter; der Blütenstand kann kompakt sein oder locker sein, im letzten Fall kann man die Blütenstandsachse zwischen den Tragblättern sehen. Im indeterminaten Blütenstand stehen von seiner Basis bis zur Spitze viele Blüten. Die festen bis dünnen, kahlen bis dicht behaarten Tragblätter sind breit, eiförmig, kahnförmig, spatelförmig und linear mit stängelumfassender Basis. Die Farben der Tragblätter reichen von Grün über Rot-Braun bis Rot und manchmal purpurfarben getönt. Das erste Deckblatt ist gegenüber dem obersten Tragblatt um 180° versetzt und alle Deckblätter sind kürzer als die Tragblätter. Die Deckblätter stehen jeweils um 180° versetzt übereinander und jeweils darüber befindet sich eine Blüte. Die kahlen bis fein behaarten Deckblätter sind kahnförmig bis linear, zweikielig, mit sich überdeckenden aber nie verwachsenen Rändern, mit spitzem bis dreilappigen oberen Ende. Manchmal stehen einige Deckblätter zusammen, sie werden meist nach oben hin sukzessive kleiner. Die Blütenstände enthalten oft viele Blüten. Bei manchen Arten sind die Blütenstände auf wenige bis ein Trag-, Deckblätter und Blüten reduziert sein.
Die zwittrigen, gelben bis orangen Blüten sind dreizählig und zygomorph mit doppelter Blütenhülle. Die drei Kelchblätter sind röhrig verwachsen; die Kelchröhre ist kürzer als das erste Deckblatt, reißt auf eine Seite auf und endet meist in drei kurzen Kelchzähnen. Die Farben der Kronblätter reichen von meist Weiß über Hellgelb bis Hellgrün. Die drei Kronblätter sind zu einer relativ langen Röhre verwachsen. Die manchmal fein behaarte Kronröhre ist an ihrer Basis schmal und weitet sich nach oben hin. Die drei meist weißen, kahlen Kronlappen sind linealisch. Der mittlere, meist steife Kronlappen ist kahnförmig sowie zurückgebogen und die seitlichen Kronlappen schmal mit spitzem oberen Ende. Die seitlichen Kronlappen besitzen eine spitzes, kapuzenartiges oberes Ende. Oft sind die Kronblätter klein und versteckt. Die beiden seitlichen Kronlappen besitzen ein gerundetes oberes Ende. Bei einigen Arten können alle (fertile und staminodialen) Staubblätter mit kleinen Drüsenhaaren bedeckt sein. Von den ursprünglich sechs Staubblättern ist nur das mittlere Staubblatt des inneren Kreises fertil. Dieses Staubblatt ist über das Labellum gebeugt und zeigt nach unten; sein breiter Staubfaden ist mit der Kronröhre verwachsen. Sein Staubbeutel besitzt einen zurückgebogenen, dreilappigen Fortsatz, die beiden Theken öffnen sich mit einem Längsschlitz und besitzen an ihrer Basis einen kurzen Sporn. Alle anderen Staubblätter sind zu Staminodien umgebildet. Das mittlere Staminodium des äußeren Kreises fehlt immer. Die beiden seitlichen Staminodien des äußeren Kreises sind kronblattähnlich, länglich bis verkehrt-eiförmig sowie schräg ausgebreitet mit einem gerundeten oberen Ende. Die beiden seitlichen Staminodien des inneren Kreises sind zu einem Labellum verwachsen. Das verkehrt-eiförmige bis genagelte, flache Labellum ist am oberen Ende meist zweilappig, manchmal ganzrandig. Das Labellum ist leicht gerillt von der Mitte ab in Richtung Basis, diese Rille ist mehr oder weniger behaart. Die Farbe des Labellum ist Weiß mit einem gelben Mittelstreifen und seitlich davon verschiedenfarbigen Zeichnungen, beispielsweise rosa-, purpurfarbene oder rote, manchmal mit stark gefärbten Saftmalen nahe der Basis. Das Labellum stellt den auffälligsten Teil der Blüte dar. Drei Fruchtblätter sind zu einem kleinen, cremeweißen, kahlen bis feinbehaarten, fast kugeligen, unterständigen, drei- bis einkammerigen (synkarpen) Fruchtknoten verwachsen. Auf dem Fruchtknoten steht ein Paar Nektardrüsen. Der lange, sehr dünne Griffel endet in einer gerundeten, napfförmigen Narbe, die ringförmig eine Reihe in Länge und Stärke variierender Wimpern besitzt. Bei manchen Arten liegt der Griffel in einer Rille in der Kronröhre.

### Früchte und Samen
Die Früchte sind von den haltbaren Tragblättern umhüllt. Die dreifächerigen Kapselfrüchte sind ellipsoid und enthalten oft nur einen bis wenige Samen. Die ellipsoiden, dunkelbraunen bis schwarzen Samen besitzen einen weißen Arillus, der an seiner Basis zerfranst ist.

### Chromosomenzahlen
Die Chromosomenzahlen betragen 2n = 26, 28.

## Systematik und Verbreitung
Das Verbreitungsgebiet der Gattung Scaphochlamys reicht vom südlichen Thailand (vier Arten) über die Malaysische Halbinsel bis ins nördliche Borneo (acht Arten) und Sumatra (eine Art). Das Zentrum der Artenvielfalt ist die Malaysische Halbinsel.
Die Erstbeschreibung von Scaphochlamys erfolgte 1892 durch John Gilbert Baker in The Flora of British India, 6, S. 252 (Herausgeber Joseph Dalton Hooker). Die Typusart ist Scaphochlamys malaccana Baker, sie war die einzige Art in der Erstveröffentlichung dieser Gattung. Ein Synonym für Scaphochlamys Baker ist Hitcheniopsis (Baker) Ridl. Die Gattung Scaphochlamys gehört zur Tribus Zingibereae in der Unterfamilie Zingiberoideae in der Familie Zingiberaceae.
Es gibt etwa 43 Scaphochlamys-Arten und sechs Varietäten:
- Scaphochlamys abdullahii Y.Y.Sam & Saw: Terengganu auf der Malaiischen Halbinsel.[4]
- Scaphochlamys anomala (Hallier f.) R.J.Searle: Kalimantan.[4]
- Scaphochlamys argentea R.M.Sm.: Sarawak.[4]
- Scaphochlamys atroviridis Holttum: Malaiische Halbinsel.[4]
- Scaphochlamys baukensis Y.Y.Sam: Malaiische Halbinsel.[4]
- Scaphochlamys biloba (Ridl.) Holttum: Thailand und Malaysia.[4]
- Scaphochlamys biru Meekiong: Sarawak.[4]
- Scaphochlamys breviscapa Holttum: Terengganu auf der Malaiischen Halbinsel.[4]
- Scaphochlamys burkillii Holttum: Malaiische Halbinsel.[4]
- Scaphochlamys calcicola A.D.Poulsen & R.J.Searle: Sarawak.[4]
- Scaphochlamys concinna (Baker) Holttum: Malaiische Halbinsel.[4]
- Scaphochlamys cordata Y.Y.Sam & Saw: Terengganu auf der Malaiischen Halbinsel.[4]
- Scaphochlamys endauensis Y.Y.Sam & Ibrahim: Malaiische Halbinsel.[4]
- Scaphochlamys erecta Holttum: Malaiische Halbinsel.[4]
- Scaphochlamys gracilipes (K.Schum.) S.Sakai & Nagam.: Borneo.[4]
- Scaphochlamys grandis Holttum: Terengganu auf der Malaiischen Halbinsel.[4]
- Scaphochlamys iporii Meekiong & Ampeng: Sarawak.[4]
- Scaphochlamys johorensis Y.Y.Sam: Malaiische Halbinsel.[4]
- Scaphochlamys klossii (Ridl.) Holttum: Mit drei Varietäten:
  - Scaphochlamys klossii var. klossii: Malaysia.[4]
  - Scaphochlamys klossii var. glomerata Holttum: Malaiische Halbinsel.[4]
  - Scaphochlamys klossii var. minor Holttum: Malaiische Halbinsel.[4]
- Scaphochlamys krauensis Y.Y.Sam: Malaiische Halbinsel.[4]
- Scaphochlamys kunstleri (Baker) Holttum: Malaiische Halbinsel. Mit drei Varietäten:
  - Scaphochlamys kunstleri var. kayuweh C.K.Lim: Malaiische Halbinsel.[4]
  - Scaphochlamys kunstleri var. kunstleri: Perak auf der Malaiischen Halbinsel.[4]
  - Scaphochlamys kunstleri var. rubra (Ridl.) Holttum: Perak auf der Malaiischen Halbinsel.[4]
  - Scaphochlamys kunstleri var. speciosa C.K.Lim: Perak auf der Malaiischen Halbinsel.[4]
- Scaphochlamys lanceolata (Ridl.) Holttum: Malaiische Halbinsel.[4]
- Scaphochlamys laxa Y.Y.Sam & Saw: Terengganu auf der Malaiischen Halbinsel.[4]
- Scaphochlamys limiana Meekiong & Yazid: Sarawak.[4]
- Scaphochlamys malaccana Baker: Malaiische Halbinsel.[4]
- Scaphochlamys minutiflora Jenjitt. & K.Larsen: Südliche thailändische Halbinsel.[4]
- Scaphochlamys obcordata Sirirugsa & K.Larsen: Südliche thailändische Halbinsel.[4]
- Scaphochlamys oculata (Ridl.) Holttum: Malaiische Halbinsel.[4]
- Scaphochlamys pennipicta Holttum: Malaiische Halbinsel.[4]
- Scaphochlamys perakensis Holttum: Von der Malaiischen Halbinsel bis Sumatra.[4]
- Scaphochlamys petiolata (K.Schum.) R.M.Sm.: Sarawak.[4]
- Scaphochlamys polyphylla (K.Schum.) B.L.Burtt & R.M.Sm.: Westliches Borneo.[4]
- Scaphochlamys pusilla Y.Y.Sam: Malaiische Halbinsel.[4]
- Scaphochlamys reticosa (Ridl.) R.M.Sm.: Sarawak.[4]
- Scaphochlamys rubescens Jenjitt. & K.Larsen: Südliche thailändische Halbinsel.[4]
- Scaphochlamys rubromaculata Holttum: Terengganu auf der Malaiischen Halbinsel.[4]
- Scaphochlamys salahuddiniana Meekiong, Ampeng & Ipor: Sarawak.[4]
- Scaphochlamys samunsamensis Meekiong & Hidir: Sarawak.[4]
- Scaphochlamys stenophylla Ooi & S.Y.Wong: Sarawak.[4]
- Scaphochlamys subbiloba (Burkill ex Ridl.) Holttum: Malaiische Halbinsel.[4]
- Scaphochlamys sylvestris (Ridl.) Holttum: Malaiische Halbinsel.[4]
- Scaphochlamys tahanensis Y.Y.Sam & Saw: Malaiische Halbinsel.[4]
- Scaphochlamys tenuis Holttum: Terengganu auf der Malaiischen Halbinsel.[4]